# Геблер, Фриц
Фриц Ге́блер (нем. Fritz Gäbler; 12 января 1897, Майсен — 26 марта 1974, Берлин) — немецкий политик. Герой Труда Германской Демократической Республики.

## Биография
Фриц Геблер родился в семье сапожника. В 1903—1911 годах обучался в народной школе, затем выучился на гончара и печника. Участвовал в рабочем просвещении в родном городе, позднее вступил в Йене в СДПГ и устроился на работу в газету Weimarische Volkszeitung. Во время Первой мировой войны работал в молодёжном антивоенном подполье. В 1916—1918 году был призван на фронт. В 1919 году вступил в Коммунистическую партию Германии накануне Ноябрьской революции.
В Веймарской республике Геблер в 1920—1921 годах занимал должность секретаря, а затем председателя Коммунистического союза молодёжи Германии. В декабре 1922 года Геблер побывал в Москве как делегат III конгресса Коммунистического интернационала молодёжи, а также представлял Германию на IV конгрессе Коммунистического интернационала.
С апреля по октябрь 1923 года Геблер по заданию Международного союза коммунистической молодёжи работал инструктором при Исполнительном комитете в Швейцарии. Он также представлял Коммунистический союз молодёжи в Дрездене. С середины 1924 года по 1926 год Геблер работал редактором Hamburger Volkszeitung. С мая 1927 года по начало 1928 года работал в издании Rotes Echo в Эрфурте, а в 1928—1929 годах — в газете Neue Zeitung в Йене. В 1924 году Фриц Геблер женился на Марте Пржигоде.
В последние годы Веймарской республики Фриц Геблер неоднократно сидел в тюрьмах по приговорам суда как государственный изменник. В марте 1926 года он был приговорён к годовому тюремному заключению и отбывал наказание в Баутценской тюрьме. В ноябре 1929 — апреле 1931 года он находился в заключении в Гольнове и Ауэрбахе. Находясь в тюрьме, Геблер не оставлял политической работы и руководил в Гольнове подпольной партийной ячейкой.
В апреле 1931 года Фриц Геблер был избран депутатом ландтага Тюрингии и занимал должность секретаря парторганизации в Восточной Тюрингии. С приходом к власти национал-социалистов в 1933 году Геблера бросили в концлагерь. После освобождения в 1934—1935 годах он находился на нелегальном положении и работал в окружной организации КПГ по Берлину и Бранденбургу. Геблера вновь арестовали в 1935 году, отбывал назначенный ему срок тюремного заключения в 12 лет в Бранденбургской тюрьме. Освобождён в 1945 году.
В послевоенной Германии Геблер вновь занялся редакционной работой. С мая по сентябрь 1945 года он работал в газетах Tägliche Rundschau и Deutsche Volkszeitung. С октября 1945 года по апрель 1946 года Геблер занимал должность секретаря райкома КПГ в Эрфурте и Вайсензе, затем возглавлял районное отделение СЕПГ в Эрфурте. Избирался депутатом городского собрания Эрфурта.
Фриц Геблер занимал руководящие должности в народном хозяйстве и с 1954 года до своей кончины входил в состав Центральной ревизионной комиссии СЕПГ. В последние годы жизни являлся председателем Центральной комиссии ЦК СЕПГ по социальному обеспечению ветеранов партии. Похоронен в Мемориале социалистов на Центральном кладбище Фридрихсфельде в берлинском Лихтенберге.